# Operator identycznościowy
Operator identycznościowy – dla danej przestrzeni liniowej X, operator liniowy
{\displaystyle I_{X}\colon X\to X}
dany wzorem
{\displaystyle I_{X}x=x\quad (x\in X).}
Innymi słowy, operator identycznościowy to funkcja tożsamościowa na przestrzeni liniowej.

## Własności
- Gdy X jest przestrzenią liniowo-topologiczną, to operator IX jest ciągły.
- Gdy X jest przestrzenią Banacha, to operatorem sprzężonym do IX jest IX*, czyli operator identycznościowy na przestrzeni sprzężonej X*[1].